# Гірське Око
Гірське́ О́ко (інші назви — Букови́нське О́ко, Карпа́тське О́ко) — озеро в Українських Карпатах, у масиві Яловичорські гори; гідрологічний заказник місцевого значення. Розташоване в межах Вижницького району Чернівецької області, за близько 1,5 км на схід від села Нижній Яловець. 
Площа природоохоронної території 2,5 га. Перебуває у віданні ДП «Путильський лісгосп» (Черемоське л-во, кв. 12, вид. 13, 15). Статус надано згідно з рішенням облвиконкому від 17.10.1984 року № 216. 
Озеро лежить на висоті близько 1000 м над рівнем моря. Має овальну форму, завдовжки близько 100 м. Максимальної глибини озера насправді ніхто не знає, оскільки дістати дна неможливо через затоплені величезні дерева, які розташовані в хаотичному порядку, що не дає можливості опуститися аквалангістам на дно озера. Але існує припущення, що максимальна глибина озера — 6 м. 
Утворилося в результаті зсуву глинистих порід, який перегородив русло невеликого потічка — притоки річки Яловичори (басейн Білого Черемошу). При витоці озера збудовано бетонну дамбу. Можливо, вона сприяє захисту водойми від обміління та заболочування. 
Об'єкт туризму. Найближчий населений пункт: село Нижній Яловець.

## Світлини

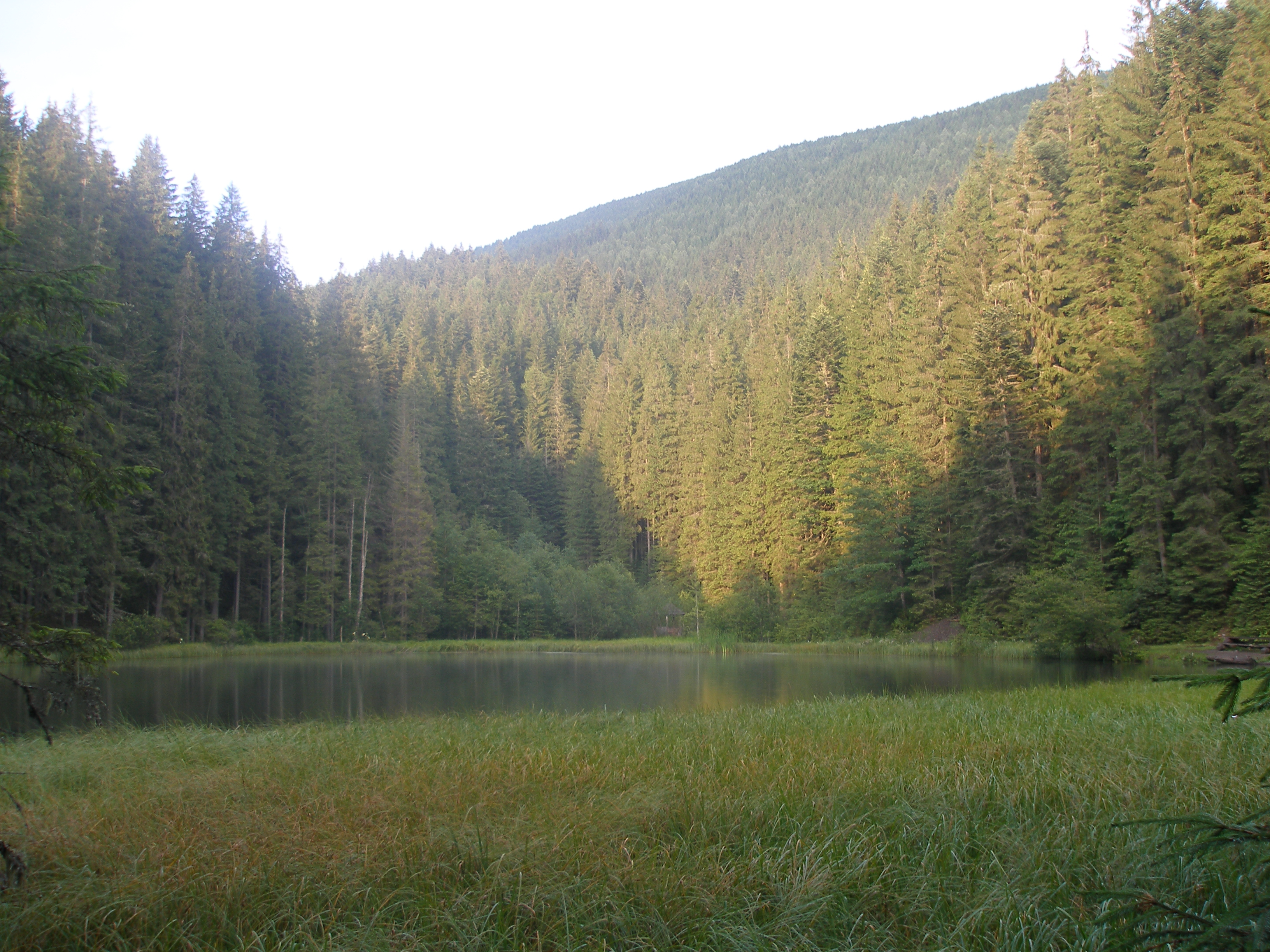
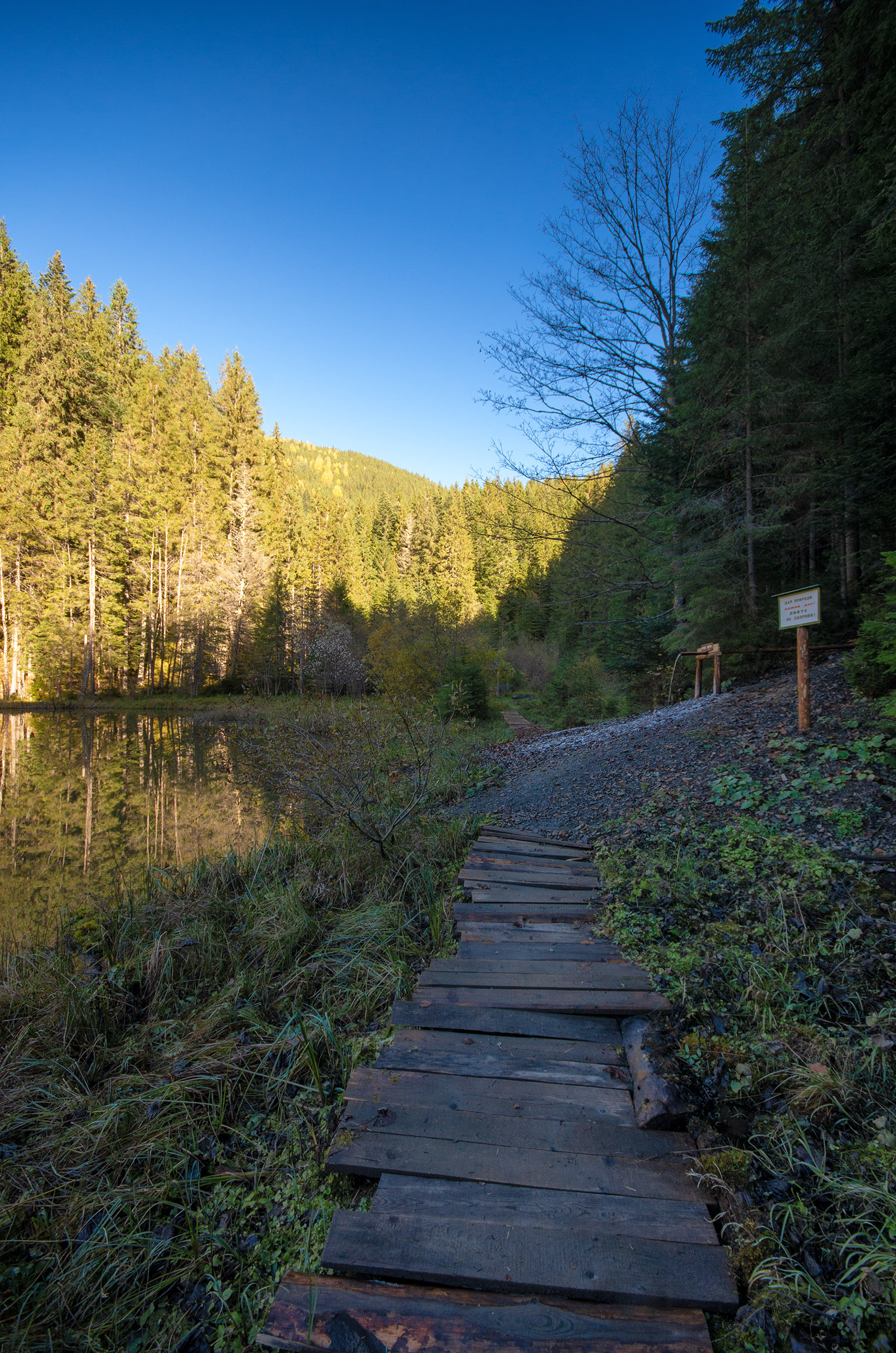
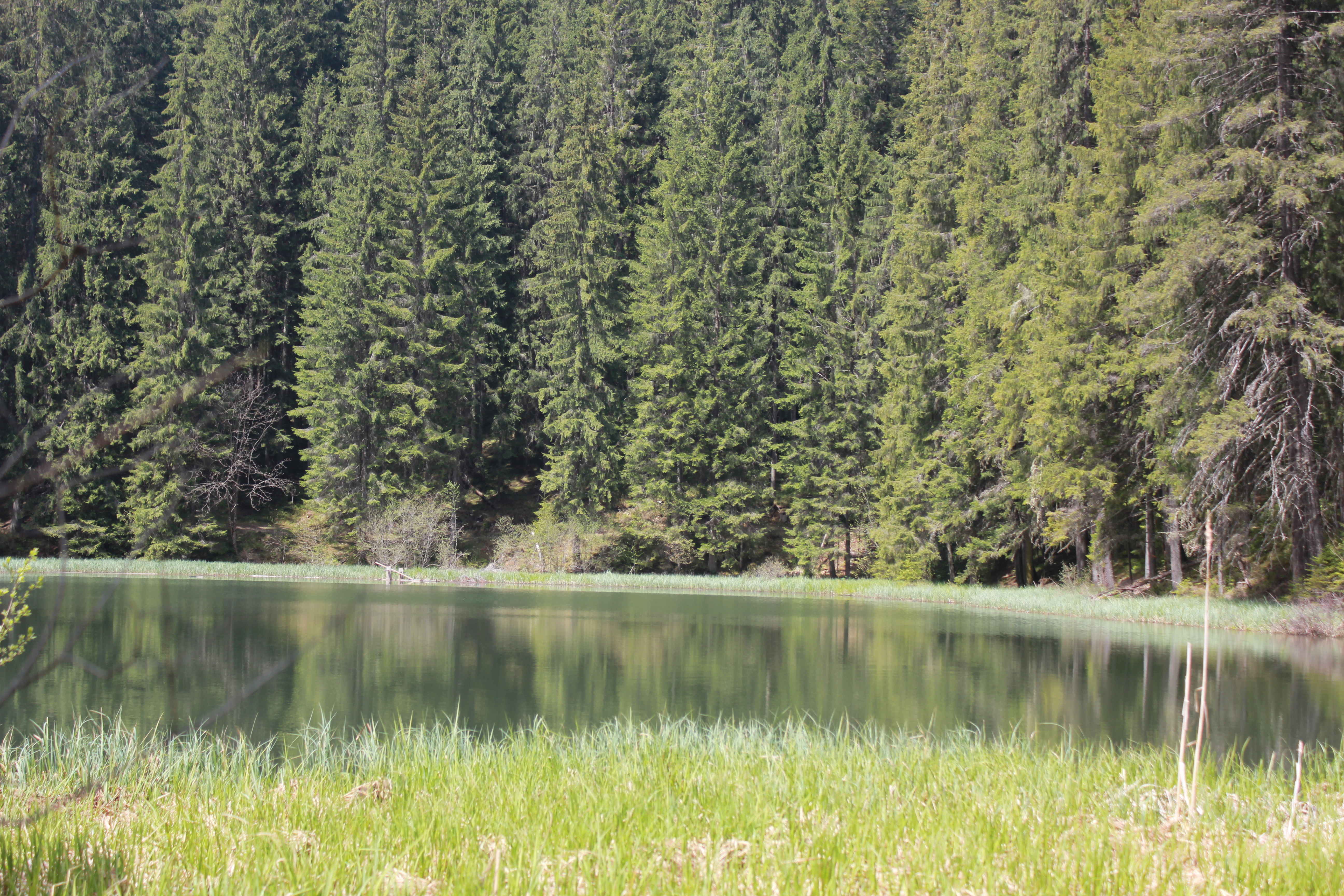
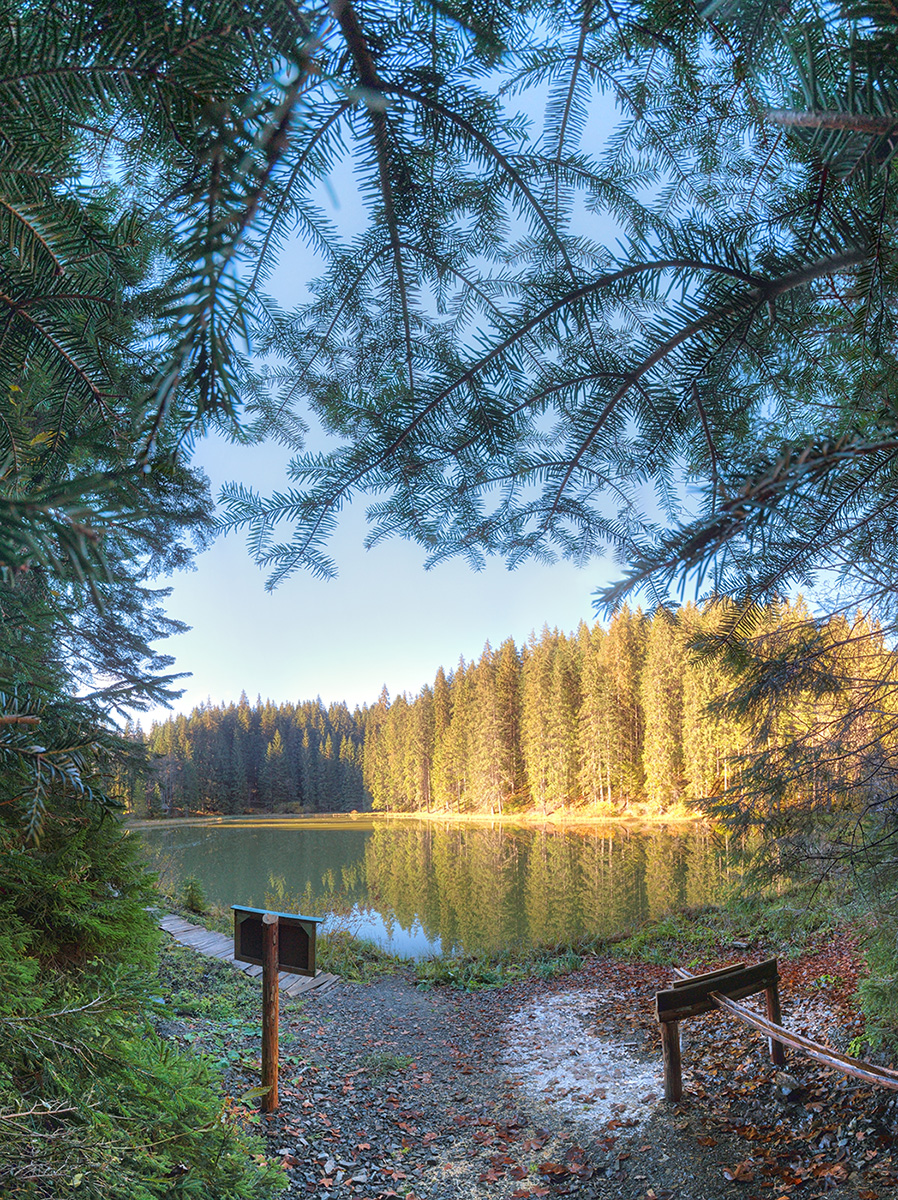
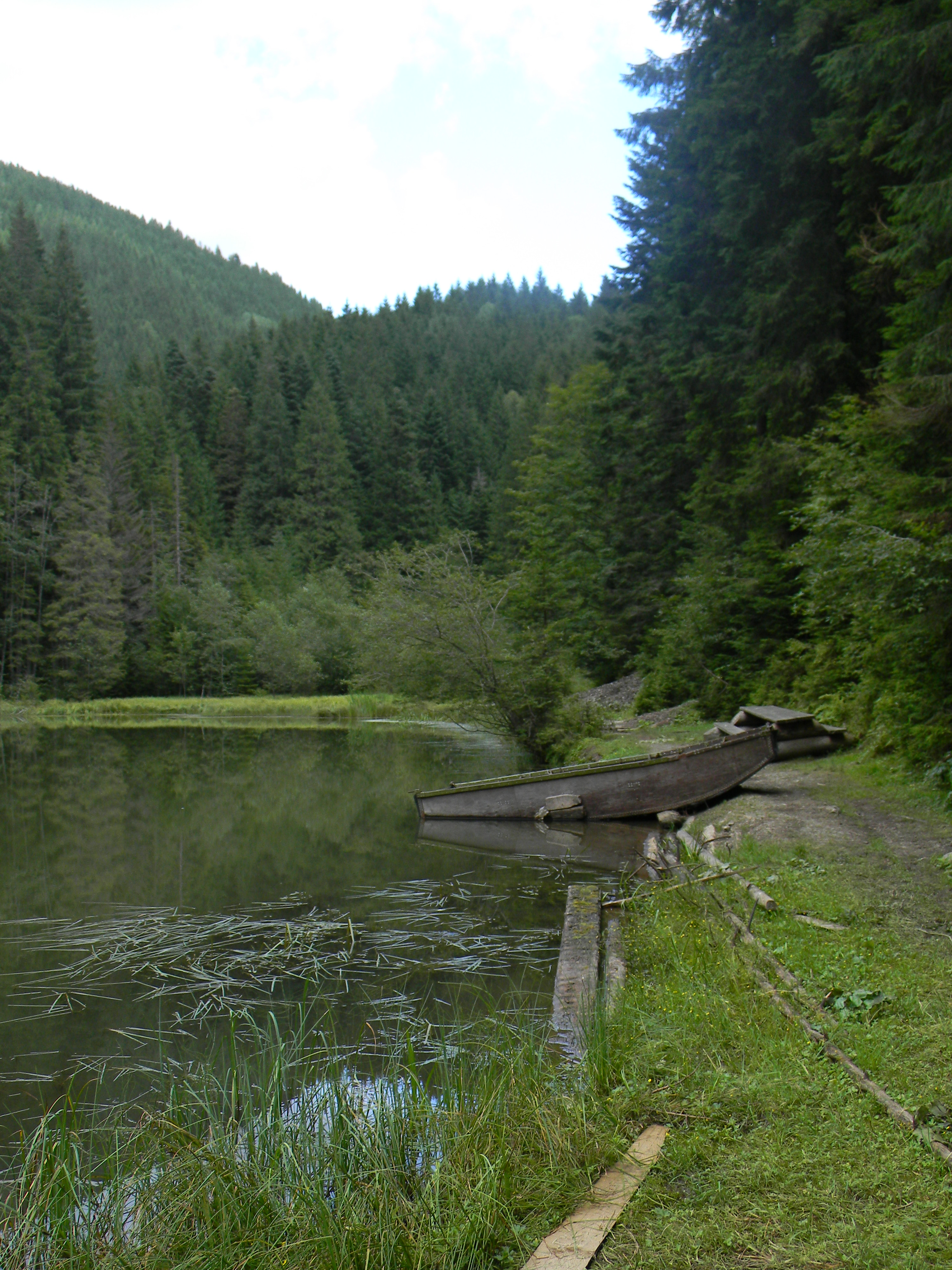